# コムカデ綱
コムカデ綱（コムカデこう、Symphyla）は、多足類に属する節足動物の分類群である。コムカデ（小百足、コムカデ類）と総称され、細長い体と多数の脚をもっている土壌動物である。名前と姿が似通うものの、ムカデではない。結合類（けつごうるい）、結閥類（けつばつるい）、祖形類（そけいるい）ともいう。

## 特徴
全体の外見がムカデに似るため、ムカデの幼生と誤認される場合もある。同じく多足類ではあるが、コムカデはムカデ（ムカデ綱）に属しておらず、自ら独立の綱（コムカデ綱）をなし、様々な点がムカデとは異なっている。
多くは1cm以下であり、全身が白っぽく、柔らかい。成体の胴部は14体節からなるが、背板はそれより多く15-24枚あり、歩脚は10-12対ある。頭部には長く数珠状の特徴的な触角が1対生えている。口器として大顎（mandible）1対と小顎（maxilla）2対があり、そのうち第2対の小顎は昆虫の下唇のように癒合し、下唇の類似は収斂によるものと考えられている。生殖孔は他の前性類（ヤスデとエダヒゲムシ）と同様に、腹面の前半部に開く。胴部後端には、ムカデのような曳航肢ではなく、紡糸腺をもつ1対の突起が上後方に大きく突き出し（第13体節の器官）、目立たないが感覚器官とされる1対の長い触毛が下後方に出る（第14体節の器官）。

## 習性
足が速く動きは敏捷だが、肉食性ではなく、植物、腐植などを食べる。土壌中にごく普通に見られ、石や朽木をめくると時たま走りだす姿を見られる。海外では農業害虫として被害の報告もある。

## 分類
コムカデと他の多足類の類縁関係について、かつてはムカデに類縁（共にTrignatha をなす）との説はあったが、ヤスデやエダヒゲムシと共に単系統群の前性類Progoneata を構成する説の方が生殖口の位置と分子系統学に有力視される。前性類の中で、コムカデはヤスデとエダヒゲムシからなる単系統群Dignatha の姉妹群、もしくはエダヒゲムシの姉妹群である（共にEdafopoda をなす）という2説がある。
世界で約200種が知られる。日本からは、ナミコムカデ科のナミコムカデ（Hanseniella caldiaria）とミゾコムカデ（Scutigerella nodicera）、ヤサコムカデ科のヤサコムカデ（Symphyllela vulgaris）、の2科3属3種が以前から報告されているが、研究が進んでおらず、これらの種以外のコムカデも多く採集される。

### 下位分類
- ナミコムカデ科 Scutigerellidae
- ヤサコムカデ科 Scolopendrellidae